# Heythuysen

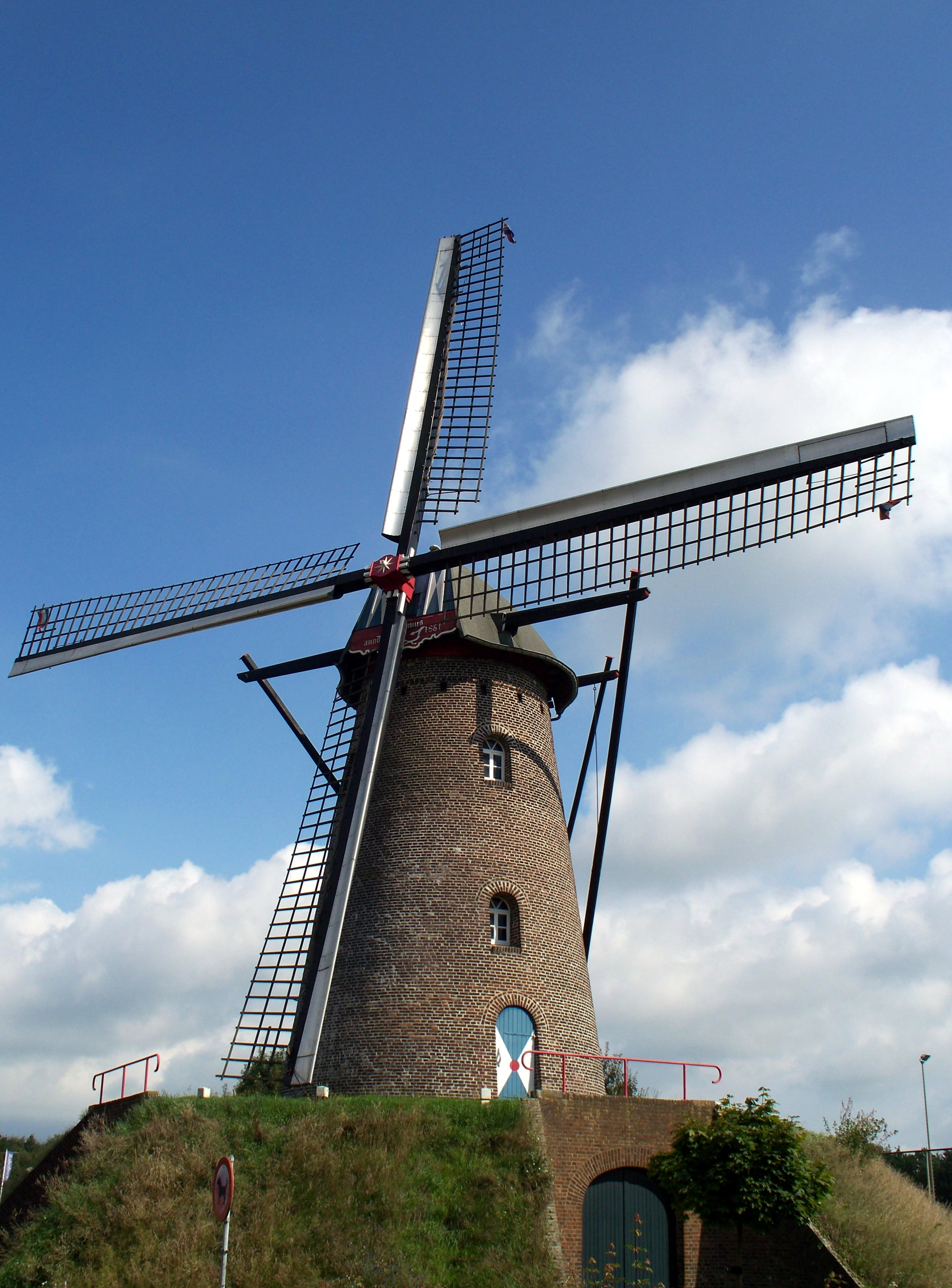
Väderkvarnen St. Antonius.

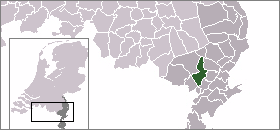
Heythuysens läge

Heythuysen (limburgiska: Heitse) är en stad i provinsen Limburg i Nederländerna. Staden hade 8 516 invånare (2012).
Heythuysen var en egen kommun fram till 2007 då kommunen infogades i Leudal. Kommunens totala area var 58,60 km² (där 0,48 km² var vatten) och invånarantalet var på 12 256 invånare (2005).